# Marcel Mérigonde
Marcel Mérigonde, né le 18 février 1910 à Paris et décédé le 18 juillet 1984 à Asnières-sur-Seine, est un homme politique socialiste et résistant français.

## Biographie
Issu d'un milieu modeste (son père est concierge, sa mère femme de service), il est admis à l'École normale de Beauvais (Oise) et commence une carrière d'instituteur en 1929.
Il adhère au parti socialiste SFIO en 1931 et entre, l'année suivante, au Grand Orient de France. Cet engagement maçonnique lui vaudra d'être révoqué par le régime de Vichy, en 1942.
Il s'engage dans cette période, dans le sillage de l'ancien député socialiste de l'Oise Jean Biondi, dans la Résistance, et sera un des responsables du réseau Libération-Nord. Arrêté en 1944, il est déporté au camp de Neuengamme. Son engagement résistant lui vaudra la médaille de la Résistance.
Libéré en 1945, il est nommé professeur de collège, mais n'exerce quasiment pas : son engagement politique prend le dessus. Élu conseiller général d'Attichy en 1945, mandat qu'il conservera jusqu'à sa démission pour raison de santé en 1979, il devient un des plus proches collaborateurs du président de l'assemblée départementale, Jean Biondi, dont il sera conseiller lorsque celui-ci sera, en juin 1946, nommé au Gouvernement.
Candidat en position non éligible aux législatives de 1946 et 1951, il concentre son activité dans l'animation de la fédération socialiste de l'Oise, dont il est le secrétaire de 1954 à 1955.
L'année suivante, il mène la liste socialiste aux législatives et est élu député. Bien que cela soit son premier mandat, son expérience auprès de Jean Biondi, puis comme secrétaire administratif du groupe socialiste de l'Assemblée nationale entre 1952 et 1953, lui permet de jouer un rôle important au sein du parti socialiste.
Après l'échec du gouvernement Mollet, en 1957, Marcel Mérigonde devient le principal animateur de l'opposition de gauche au sein de la SFIO. refusant le retour à la troisième force et le soutien socialiste au retour du Général de Gaulle, votant d'ailleurs avec une minorité de députés de son parti, contre l'investiture et la révision constitutionnelle.
En 1958, s'il adhère à l'Union des forces démocratiques, il ne rompt pas avec la SFIO et refuse de suivre ceux des socialistes qui créent le Parti socialiste autonome.
Après ses échecs aux législatives de 1958 et 1962, Marcel Mérigonde est progressivement marginalisé dans la gauche en pleine reconstruction. Après le Congrès d'Épinay, qui voit la naissance du nouveau Parti socialiste et la confirmation de l'union avec les communistes, il quitte le PS et reste "non-inscrit" au sein du conseil général de l'Oise, tout en votant avec les élus de gauche, dont il est de fait le chef de file.
En 1979, il démissionne de l'assemblée départementale, pour raison de santé. Il décèdera le 18 juillet 1984.

## Distinction
- Médaille de la Résistance française